# Gian (futebolista)
Giancarlo Dias Dantas, mais conhecido como Gian (Sertaneja, 25 de agosto de 1974), é um ex-futebolista brasileiro que atuava como meia.

## Carreira
Giancarlo Dias Dantas sempre foi um garoto precoce. Com apenas 15 anos começou a jogar futebol profissional pelo Matsubara, um ano depois foi contratado pelo Vasco da Gama.
Passou quase uma década no clube cruzmaltino entre base ao time profissional até 1998, nesse intervalo foi emprestado ao América-RN em 1997. Nesse período fez parte dos 3 títulos cariocas em 1993, 1994 e 1998, fez parte do elenco que conquistou a Copa Libertadores da América em 1998. Foi por várias vezes convocado para as seleções de base do Brasil, ganhando o campeonato sul americano sub-17 em 1991 e a copa do mundo sub-20 em 1993.
Saiu do Vasco e foi para o Santa Cruz, depois passou por Luzern da Suiça e América de Natal. Voltou ao Brasil em 2002 para defender a Portuguesa Santista.
Em 2003 foi contratado pelo Remo. Chegou com moral elevada, um jogador de classe indiscutível. Com um toque de bola refinado e maneira fácil de conduzir a bola, Gian foi conquistando os torcedores do clube.
Logo em sua primeira temporada conquistou o campeonato paraense. Fazendo bom número de gols e tendo como sua a camisa 10, Gian brilhava mais que os demais jogadores, tanto que foi eleito melhor meio campista do campeonato.
Em 2004 o atleta permaneceu no clube paraense. O Remo foi campeão estadual com 100% de aproveitamento, 14 jogos e 14 vitórias. Gian foi artilheiro do estadual e eleito melhor jogador. O atleta ainda jogou no Remo em 2005, mas saiu logo no primeiro semestre, foi jogar no Santo André.
Depois Gian ainda passou por Paysandu, Goiás, volta ao Vasco da Gama em rápida passagem em 2005, Ceará, onde ganhou o título cearense de 2006, Castanhal e Bacabal EC.
Aos 35 anos de idade, Gian reviu a possibilidade de poder voltar a atuar como atleta. Apesar de passar o ano de 2009 sem jogar, Gian voltou a treinar no Remo para tentar voltar a atuar pelo clube no ano de 2010. E foi neste mesmo clube que assinou contrato de um ano e voltou a atuar profissionalmente, atualmente joga no Independente Altlético Clube.

## Títulos
Seleção Brasileira
- Campeonato Sul-Americano Sub-17 - 1991
- Mundial Sub-20 - 1993

Vasco da Gama
- Torneio João Havelange: 1993
- Campeonato Carioca - 1993, 1994 e 1998
- Taça Guanabara: 1994 e 1998
- Taça Rio: 1993 e 1998
- Copa Rio Estadual: 1993
- Copa Libertadores da América: 1998
- Troféu Cidade de Barcelona: 1993
- Troféu Cidade de Zaragoza: 1993
- Troféu Palma de Mallorca: 1995

Remo
- Campeonato Paraense - 2003 e 2004

Ceará
- Campeonato Cearense: 2006

Independente (Tucuruí)
- Campeonato Paraense - 2011